# Коттингбрунн
Коттингбрунн (нем. Kottingbrunn) — ярмарочная коммуна (нем. Marktgemeinde) в Австрии, в федеральной земле Нижняя Австрия. 
Входит в состав округа Баден.  Население составляет 7107 человек (на 31 декабря 2005 года). Занимает площадь 11,63 км². Официальный код  —  3 06 18.

## Политическая ситуация
Бургомистр коммуны — Герлинде Фойхтль (СДПА) по результатам выборов 2005 года.
Совет представителей коммуны (нем. Gemeinderat) состоит из 29 мест.
- СДПА занимает 15 мест.
- АНП занимает 8 мест.
- местный список: 3 места.
- Зелёные занимают 2 места.
- Партия Pro Kottingbrunn занимает 1 место.